# 猿屋町御貸付金会所
猿屋町御貸付金会所（さるやちょうおかしつけきんかいしょ）は、寛政の改革の棄捐令の際に、札差を救済するために浅草猿屋町（現在の台東区浅草橋3丁目付近）に設置された機関である。後に札差に対する監督機関としての機能も有した。

## 会所設立の目的とその役割
棄捐令を発布するに際して老中松平定信らが危惧したのが、かつて鎌倉幕府が永仁徳政令において、却って金融業者の反感を買って融資の道を絶たれた御家人がさらなる貧窮に陥った事態の繰り返しを避けることであった。これに対して勘定奉行久世広民の提示した政策案は、江戸・京都・大坂の有力豪商らから資金を募って経営状態の良い有力な札差に会所を運営させて経営困難となった札差に年利一割で貸し付け、その利子収益を事務経費・運営手当・出資配当として1:1:8で分配するというものであった。この案は後に様々な変更を加えられることになるが、会所設立の原案は久世広民により考えられたものである。
だが、江戸幕府が出資するか否かで意見がまとまらず、資金貸付けの規則が決まったのは、棄捐令発布の翌年寛政2年（1790年）2月のことであった。江戸の主要商人10名が勘定所御用達として主たる出資者となり（当初見送られた幕府からの支援も後には行われる）浅草御蔵近くの猿屋町に設置され、町年寄の樽屋与左衛門が運営責任者となった。そのため、樽屋御役所（たるやおやくしょ）とも称された。猿屋町に出来た役所は、間口30間（約55メートル）・奥行25間（約45メートル）の建物で、正しくは札差御改正会所という。会所の近くには御廻米納会所や札差会所の建物もあった。
会所では、経済的に困難に陥った札差に経営資金を融資したが、仲間の札差による連帯保証と旗本・御家人に対する貸出実績、元本以上の抵当設定などその審査は厳しかった。さらに、貸し出される資金は必要とする金額の40パーセントまでで、15ヶ年賦・年利6パーセントと定められた。幕府としては、札差が会所と旗本御家人の間の貸金仲介業者となってしまうことを望んではおらず、会所から札差に貸出される資金の貸下げはほとんどなかった。
だが、その一方で、勘定方は会所を通じて札差の経営状況を把握し、また命令伝達機関として用いるなど統制・監視機関としても有用な存在であった。また、幕府も支援したとはいえ資金の中心は豪商達であり、幕府の支出は最低限に留めて、豪商達の資金を拠出させることで彼らの奢侈を抑制し、彼らの蓄財した金を市場に流通させることで経済の活性化を図った。札差に対しては保護と資金統制という「飴と鞭」を与え、ひいてはそこから融資を受ける旗本・御家人の経営を保障するという、財政的な余裕の乏しい幕府にとっては好都合なシステムであった。それは、この会所が江戸幕府の崩壊まで継続し続けたことが裏付けている。

## 会所開設の申渡しと会所の発足
会所開設に関する説明は、寛政元年（1789年）9月16日に北町奉行所で札差に棄捐令の申渡しをする際に行われた。町年寄樽屋与左衛門に事務を引請けさせ会所の竣工まで樽屋の役宅を用いること、幕府からの助成金として無利息の御下げ金が20年賦で出されること、貸付け資金は幕府の御下げ金と御用達町人共の出資金であることなどであった。
町奉行所で申渡しを受けた後、札差達は樽屋与左衛門の役宅に廻り、そこで棄捐令に関する説明とともに、樽屋が担当することとなった会所についての詳しい説明を聞かされた。ただし、この申渡しがなされた時点では会所の建物はまだ作られていなかった。樽屋の役宅はそのまま樽屋札差役所と呼ばれ、同年12月に猿屋町に建物ができ、そこを正式な役所とするまで、札差に対する様々な事務手続きは樽屋の役宅で行われていた。

## 幕府からの貸下げ金
幕府は札差の救済方法として、棄捐令を発令したその年のうちに町年寄樽屋与左衛門の引請として金2万両を下した。
この貸下げ金は、棄捐令で債権を放棄させられた札差側からの締め貸し（金融拒否）による旗本たちの不満が出始めたために、会所運営の準備が整わないうちに、前倒しで出さねばならなくなったものである。

## 会所運営に携わる役人
この会所には、勘定奉行所から勝手方掛7人が出張して、その事務に当っていた。
また、会所開設に伴い、町奉行所にも「猿屋町会所見廻り」という役職が作られた。与力1騎・同心2人がその任に就き、勘定奉行所から出張してきた役人の監督・取締りにあたった。同心は毎日交替で勤務したが、与力の出張は随時であった。

## 天保年間の棄捐
会所は直接旗本・御家人に一般より低い利息で貸付を行なっていた。天保13年（1842年）8月3日、旗本・御家人に借金弁済の資金として貸付けていた金を、一定の制限付で棄捐（債権破棄）した。札差に対して無利子年賦令が発令されるのは、この後、同年12月14日のことである。